# Johannes Thiele (químico)
Friedrich Karl Johannes Thiele (Ratibor, Prusia —actualmente, Racibórz, Polonia—; 13 de mayo de 1865-Estrasburgo, Imperio alemán; 17 de abril de 1918) fue un químico alemán. Fue profesor en numerosas universidades, incluyendo la de Múnich y la de Estrasburgo.

## Contribuciones a la química orgánica
Desarrolló muchas técnicas de laboratorio relacionadas con el aislamiento de compuestos orgánicos. En 1917, describió un dispositivo para la determinación precisa de los puntos de fusión, conocido desde entonces como aparato o tubo de Thiele.
Fue un adelantado a su tiempo en el terreno de la química orgánica. Después de la propuesta de Kekulé para la estructura del benceno (1865), Thiele predijo la resonancia de la molécula en 1899, y propuso una estructura resonante, usando un círculo escrito en línea discontinua para representar los enlaces parciales.
En 1899, era el jefe del departamento de química orgánica de la Academia Bávara de las Ciencias, en Múnich. Junto con Otto Holzinger sintetizó un núcleo iminodibencilo (dos anillos de benceno unidos por un átomo de nitrógeno y un puente etileno).
Estableció la teoría de las valencias parciales y desarrolló la síntesis de la glioxal bis(guanilhidrazona). Descubrió la condensación de las cetonas y aldehídos con ciclopentadieno como una ruta para la síntesis de fulvenos (1900).

## Otros datos
Thiele fue profesor de Heinrich Otto Wieland, que fue galardonado con el Premio Nobel de Química en 1927.